# Myrmecia callima
Espèce
Myrmecia callima est une espèce de fourmi originaire d'Australie. Les plus fortes populations de cette fourmi géante se trouvent dans le sud-ouest et le sud-est du pays.
L'espèce est décrite pour la première fois en 1943.

## Nom vernaculaire et classement
Du fait de son agressivité, cet insecte social est aussi connu sous le nom vernaculaire de « fourmi bouledogue ».
La fourmi bouledogue appartient au genre Myrmecia, à la sous-famille Myrmeciinae.
La plupart des ancêtres des fourmis du genre Myrmecia n'ont été retrouvés que dans des fossiles, à l’exception de Nothomyrmecia macrops, seul parent vivant actuellement.

## Biologie
La taille des ouvrières de l'espèce Myrmecia callima varie de 12 à 14 mm de long. Myrmecia callima présente une tête noire, des mandibules jaunes, un abdomen et un thorax d'un rouge tirant vers le jaunâtre et des pattes jaunâtres. Son corps est couvert de poils épars, très fins et courts, de couleur jaune ; cette pubescence peut être très abondante et blanche au niveau de l'abdomen.

## Source de la traduction
- (en) Cet article est partiellement ou en totalité issu de l’article de Wikipédia en anglais intitulé « Myrmecia callima » (voir la liste des auteurs).